# علم أحمر

العلم الأحمر يستخم في التجمعات الاشتراكية والشيوعية خاصة في يوم العمال العالمي.

في السياسة، يعتبر علم الأحمر (أو الرَّايَة الحَمْرَاء) في الغالب رمزًا إلى الاشتراكية، شيوعية، النقابات، ماركسية، يسارية ولاسلطوية تاريخياً.ارتبطت بالسياسة اليسارية منذ الثورة الفرنسية (1789–1799).
قبل الثورة الفرنسية وفي بعض السياقات حتى اليوم ، كان يُنظر إلى الأعلام الحمراء أو اللافتات على أنها رمز للتحدي والمعركة.